# 蔡結
蔡結（？—？），字國凝，號龍屏，湖廣漢陽府漢陽縣人，軍籍，明朝政治人物。

## 生平
嘉靖二十八年（1549年）己酉科湖廣鄉試第三十五名舉人。嘉靖三十二年（1553年）中式癸丑科會試第一百六十一名，三甲第七十七名進士。户部观政，授江西东乡知县，调浙江临海县，三十六年八月考选，授江西道試御史，三十七年二月實授，四十二年三月升江西右参议。历浙江按察司副使，隆慶三年（159年）正月升陕西行太仆寺卿，以考察去职，累荐不起。

## 家族
曾祖蔡瑄；祖父蔡謐，通判；父蔡莊，母蕭氏。兄蔡縯、蔡鑾、蔡幾（举人）、弟蔡緹。